# Michael Tao Dai-Yu
Michael Tao Dai-Yu 陶大宇 (26 augustus 1963) is een Hongkongse televisieserieacteur die nu bij TVB werkt. Daarvoor had hij gewerkt voor HKATV, i-cabel, Chinese Television System en Television Corporation of Singapore.
Hij begon in de jaren tachtig als acteur in TVB-series. Hij werd toen "Housewife Killer" genoemd, omdat huisvrouwen hem zeer waardeerden. Na 1997 ging hij voor HKATV werken. Tao Dai-Yu vond dat zijn populariteit gedaald was en ging in 2004 weer terug naar TVB.

## Filmografie

### TVB
- The Yangs Saga (1985)
- The New Heaven Sword And Dragon Sabre (1986)
- The Legend Of Dik Ching (1986)
- The Black Sabre (1989)
- The War Heroes (1989)
- The Breaking Point (1991)
- File Of Justice (1992)
- Ambition (1993)
- For Home Sake (1993)
- The Greed of Man (1993)
- File Of Justice II (1993)
- The Partner (1993)
- File Of Justice III (1994)
- File Of Justice IV (1995)
- File Of Justice V
- Detective Investigation Files (1995)
- Detective Investigation Files II (1996)
- Detective Investigation Files III (1997)

### Television Corporation of Singapore
- New Adventures of Wisely (1998)

### HKATV
- Flaming Brothers (1999)
- Showbiz Tycoon (2000)
- To Where He Belongs (2001)
- Healing Hearts (2001)
- Mission In Trouble  (2002)
- Asian Heroes (2004)

### Chinese Television System
- Love Scar (2002) (CTS)

### i-cable
- Mystic Detective Files (2004)

### TVB
- Shine On You (2004)
- Love Bond (2005)
- Fantasy Hotel (2005)
- On The First Beat (2007)
- Wasabi Mon Amour (2008)

- Library of Congress Control Number: no2011122328
- Virtual International Authority File: 186615446
- WorldCat: E39PBJhRHXf8xXD9gfV6fMDTHC